# 不怕死事件

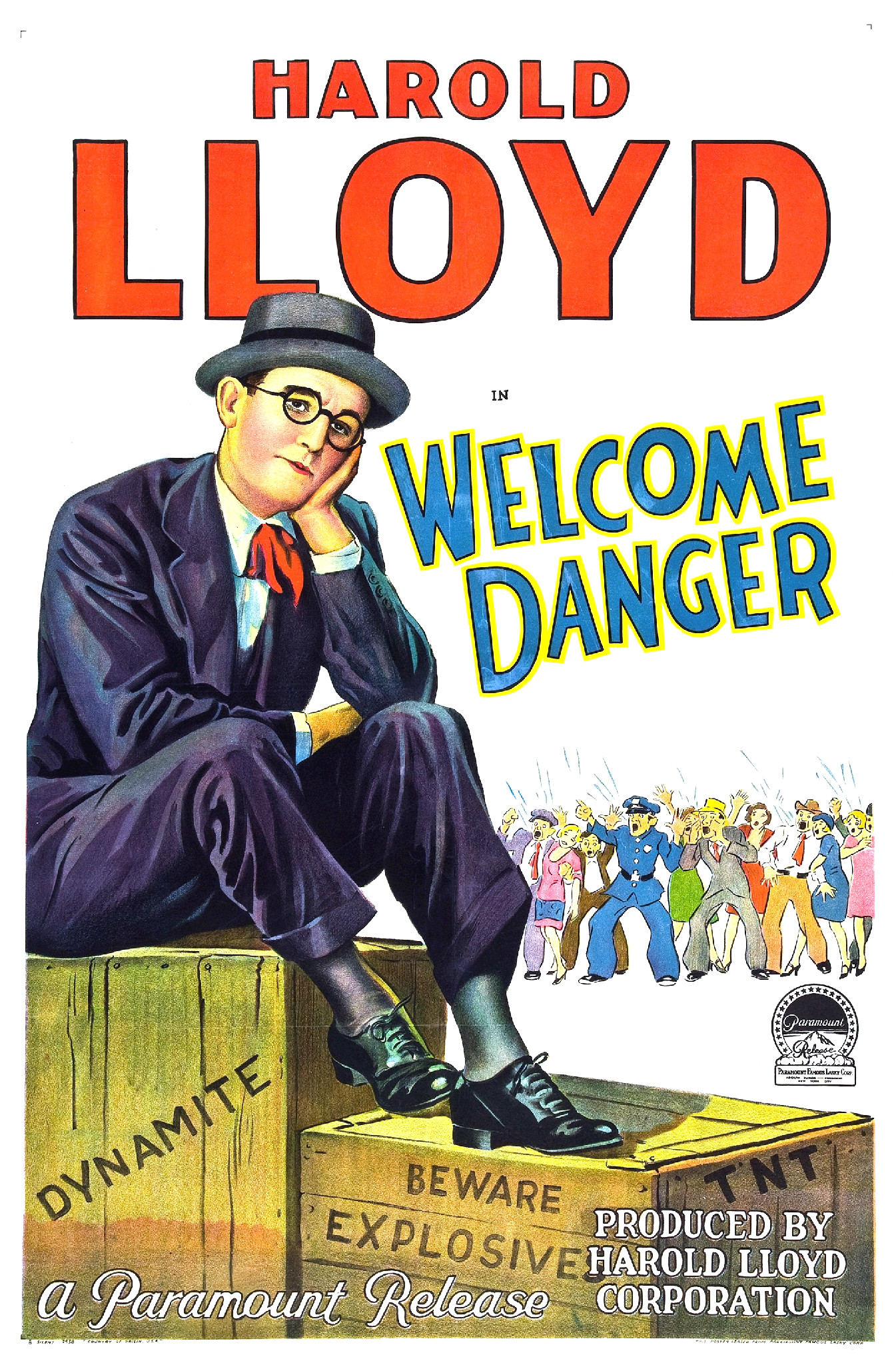
《不怕死》电影海报

《不怕死》事件，也称大光明事件，是美国电影《不怕死》在中国上映时对华人刻板印象之描述引发的种族主义争议。复旦大学教授洪深在上海大光明影戏院观看《不怕死》后，因该片内容辱華，在电影院内痛斥影片辱华内容，并呼吁观众拒看。此举引发与影院管理层的冲突，洪深被租界巡捕带走，但经过辩护与社会支持，当晚获释。随后，洪深提交书面抗议，引起广泛关注，社会各界纷纷响应，要求禁止该片上映并销毁拷贝。新闻界也联合起来，拒绝刊登大光明影戏院的任何广告。经过数月斗争，大光明影戏院和影片演员罗克正式道歉，影片撤档。

## 背景
1930年2月21日，上海租界内的上海大光明影戏院和光陆大戏院开始放映由美国派拉蒙公司出品、罗克主演的影片《不怕死》。罗克，美国喜剧演员、导演和电影制片人，以其穿着三件套西装、戴高礼帽的学者形象而闻名。在20世纪20年代，罗克在中国广受欢迎。上海电影院曾多次放映他的影片，观众普遍对其作品给予高度评价，认为他的滑稽表情自然，滑稽之中带有讽刺世情的意味，且不依赖化妆来增强效果。影片《不怕死》的故事背景设置在旧金山中国城，讲述了一位美国植物学家受聘调查绑票贩毒集团的故事。在这部电影中，华人男性角色以抽鸦片的形象出现，华人女性则被描绘为有小脚的形象。罗克扮演的植物学家还出现了扭住一名华人老头小辫子并戏弄他的场景。

## 经过
2月21日上映当日，当天共有35名读者向《民国日报》写信，表达了对电影情节侮辱华人形象的不满，要求停止映演这部电影，其中便有如“这张影片内描写的滑稽完全是以侨美中国人的丑恶来开玩笑的资料，这张影片内奸诈的表现完全以侨美中国人的扮演，简直塌尽了中国人的台，丢尽了中国人的脸”、“如果他们不停止映演这张完全侮辱华人的影片，请注意，我们中国人也有热血，我们中国人也会不怕死的”等评论。

### 公开演讲抵制
2月22日周六，复旦大学教授洪深上完课，应朋友徐君建议，去大光明影戏院观看《不怕死》。洪深的朋友请他去看电影，本想前往卡尔登戏院观看范朋克主演的影片。洪深认为，范朋克曾演过华人用发辫自缢等电影情节，且并未有道歉改过，故而改为大光明影戏院观看《不怕死》。报纸广告介绍该影片“笑料十分丰富，始终无懈可击，配搭十分得当，无不愉快胜任”。然而，观影过程中，洪深感觉该影片对华人戏弄、侮辱和污蔑，当影片播放到罗克向华人买花，将钱扔在地上的情节时，愤然离场。离开电影院后，洪深在电影院门口听到几名青年学生正在谈论影片，听闻他们打算写信给报馆，披露影片内容，劝国人不要再去观看后，赞同学生的意见，表示应当立即行动。于是在学生等人的的簇拥下，登上电影院台前，向全场观众发表演讲，斥影片无中生有地侮辱华人，表示“我们是中国人，应当有爱国心，不能默受这样的侮辱与诬蔑，最起码应该退票”。演讲罢，有人起立附和：“好！我们应当有点志气，不要再看了！”观众纷纷离开展演厅，前往售票处退票，但被拒绝，因而洪深带领他们找电影院理论。

### 冲突与拘留
大光明影戏院总经理高永清闻讯，命人把洪深强行拉入办公室。随后，英国籍经理茄尔斯拦住洪深带领职员，将洪深推入楼梯旁边的一间办公室，洪深几次用英语警告对方停手，但并未获得回应。在办公室内，茄尔斯命令下属关上房门，上前抓住他的衣领，咒骂不休，洪深与茄尔斯扭斗在一起，高永清遂派人向巡捕房报警。两名巡捕得报赶到，以“引起暴动罪”将洪深带往巡捕房，明星影片公司演员郑小秋正巧路过电影院门口，洪深请求郑小秋与公司联系，设法出面交涉。新闸捕房捕头盘问事情经过，洪深询问捕头若是在伦敦的电影院，放映华人制作影片，刻画旅华英国人丑陋形象，他们会如何感想。捕头随即派人调查，3小时后，调查者回到新闸捕房，云该片在西方人看来“完全是滑稽片，不能十分当真”。洪深指西方人自然觉得好笑，但华侨丑态不能令华人发笑。巡捕则称不喜欢看可以自己不去看，不必要求别人也不必看，并且要求洪深向戏院经理道歉，不再散布有关这部影片的评论，被洪深拒绝。洪深表示，将起诉起诉戏院妨害他人人身自由，以及捕房无故拘人。郑小秋向明星影片公司报告后，明星影片公司职员张石川、程步高、汤杰等，以及南国社成员田汉、金焰、廖沫沙，赶来新闸捕房声援，责问捕房非法拘捕洪深之事。晚上8点半，捕房将洪深释放。

## 回应

### 洪深本人
洪深在《不怕死》事件后，向国民党上海市党部提交了一份呈文，要求禁止放映《不怕死》，并严惩大光明影戏院，还建议通过外交途径在全球范围内禁映该影片。他连续在《民国日报》发表文章和启事，指责《不怕死》事件的经过和影片侮辱中国人。《民国日报》以“侮辱国人之影片，激动洪深君义愤，大光明主太无心肝”为标题进行了报道。在随后的连续报道中，该报又使用了“影片国耻”这样的加框四字作为引题。洪深将大光明影戏院总经理高永清告上法庭，指控其公然侮辱和欺骗钱财，要求法律制裁和赔偿损失。1930年3月13日，上海临时法院首次开庭审理此案，但因证据不足延期再审。四个月后，案件在法院续审，但庭审仍未取得实质进展。

### 文艺界
明星影片公司老板郑正秋、周剑云在报上刊文抗议殴打和逮捕洪深。南国社、艺术剧社、复旦剧社等艺术团体公开发表宣言，发表联合宣言，强烈谴责帝国主义通过电影进行的文化侵略，认为这种行为不仅侮辱华人，还在国际上散布丑陋的宣传，混淆是非，影响极其恶劣。他们呼吁直接禁止该电影的放映，表示“深愿为洪先生之后盾，作一致之援助”。侨务协进会、租界纳税华人会、国民拒毒会等民间组织，或致函上海电影检查委员会，或写信给租界工部局，对洪深表示支持，并强烈要求禁映该片。沪上报刊纷纷发表评论，谴责这类电影丑化华人形象，影响中国的国际地位。外商《密勒氏评论报》指，“这是中国进口的类似影片中最糟的一部，任何看过该片的中国人无疑都会被激怒。”上海影戏界以及观众采抵制《不怕死》电影的上映，一些观众在电影院内割破坐垫、燃放爆竹，还有的洒阿姆尼亚汁弄得奇臭不可向迩，迫使观众离场，严重影响了戏院的正常营业，最终导致电影院不得不暂停营业。

## 处置
国民党市党部决定在罗克未向中国道歉前，其所有参演影片一律禁映。行政院、教育部以及电影检查委员会等部门，令各报馆禁登上海大光明影戏院和光陆大戏院的广告，令上海市各影院禁映罗克主演的影片，内政部将此令转发全国各省市政府所属电影检查机关执行，行政院责令外交部向美国政府提出交涉，江海关监督公署严密查扣该片，以杜绝流传。
最终，上海大光明影戏院、光陆大戏院登报向洪深道歉。罗克致信中国驻旧金山总领事，表示自己完全无意触犯中国人的民族尊严，任何以为此片是对中国人的负面描写都非其本意，并正式向中国人民道歉。随后，国民政府上海市电影检查委员会允许其主演的其他影片在中国放映。受到《不怕死》事件影响，教育部与内政部于1930年11月3日制定《电影检查法》，推行电影审查制度，此乃中国首个全国性的电影审查制度。